# Хайденрод
Хайденрод (нем. Heidenrod) — община в Германии, в земле Гессен. Подчиняется административному округу Дармштадт. Входит в состав района Райнгау-Таунус.  Население составляет 7901 человек (на 31 декабря 2010 года). Занимает площадь 95,94 км².